# Чочешть
Чочешть, Чочешті (рум. Ciocești) — село у повіті Арджеш в Румунії. Входить до складу комуни Бирла.
Село розташоване на відстані 104 км на захід від Бухареста, 46 км на південь від Пітешть, 78 км на схід від Крайови, 149 км на південний захід від Брашова.

## Населення
За даними перепису населення 2002 року у селі проживали 476 осіб, усі — румуни. Рідною мовою 475 осіб (99,8%) назвали румунську.